# Gare de Haruda
La gare de Haruda (原田駅, Haruda-eki) est une gare ferroviaire de la ville de Chikushino, dans la préfecture de Fukuoka au Japon. Elle est exploitée par la compagnie JR Kyushu.

## Situation ferroviaire
La gare de Haruda est située au point kilométrique (PK) 97,9 km de la ligne principale Kagoshima. Elle marque la fin de la ligne principale Chikuhō.

## Histoire
La gare a été inaugurée le 11 décembre 1889.

## Service des voyageurs

### Accueil
La gare dispose d'un bâtiment voyageurs ouvert tous les jours, avec des guichets et des automates pour l'achat de titres de transport.

### Desserte
- Ligne principale Chikuhō :
  - voie 0 : direction Keisen

- Ligne principale Kagoshima :
  - voies 1 et 2 : direction Kurume et Ōmuta
  - voies 3 et 4 : direction Hakata